# Dorel Zaharia
Dorel Zaharia (n. 21 februarie 1978, Constanța), este un jucător român de fotbal retras din activitate. A mai trecut printre alte echipe pe la Gloria Bistrița, Steaua București, UTA Arad și FC Brașov. A semnat în ianuarie 2011 un contract pentru șase luni cu FCM Târgu Mureș.